# Mayodan
Mayodan – miasto w Stanach Zjednoczonych, w stanie Karolina Północna, w hrabstwie Rockingham.